# Dienstonderscheiding IIIe Klasse voor 9 Dienstjaren van Officieren en Manschappen
De Dienstonderscheiding IIIe Klasse voor 9 Dienstjaren van Officieren en Manschappen (Duits: "Dienstzeichen IIIer Klasse für 9 Dienstjahre der Uffziere und Soldaten") was een onderscheiding van het Koninkrijk Saksen en werd tussen 1874 en 1913 uitgereikt bij jubilea van militairen. De ronde verguld zilveren of verguld bronzen medaille droeg aan de voorzijde het gekroonde en verstrengelde monogram "AFA" op, niet binnen, een lauwerkrans. Op de keerzijde staat "für lange u. treue Dienste." binnen een Saksische kroon van wijnruit. Dienstonderscheidingen werden uitgereikt voor lange en trouwe dienst waarbij oorlogsjaren dubbel telden.
De onderscheiding  werd op 23 april 1874 door Koning Albert van Saksen ingesteld ter vervanging van de eerder uitgereikt. Zilveren Medaille voor 10 Dienstjaren van Officieren en Soldaten die tussen 1832 en 1873 werd uitgereikt.
Men droeg de medaille aan een lint op de linkerborst.
Metkwaardig is dat deze medaille zo te zien gelijk is aan de kostbare, want massief zilveren, Dienstonderscheiding Ie Klasse voor 21 Dienstjaren. Alleen door de medailles te wegen kan men het onderscheid maken.